# Maria Bettina Cogliatti

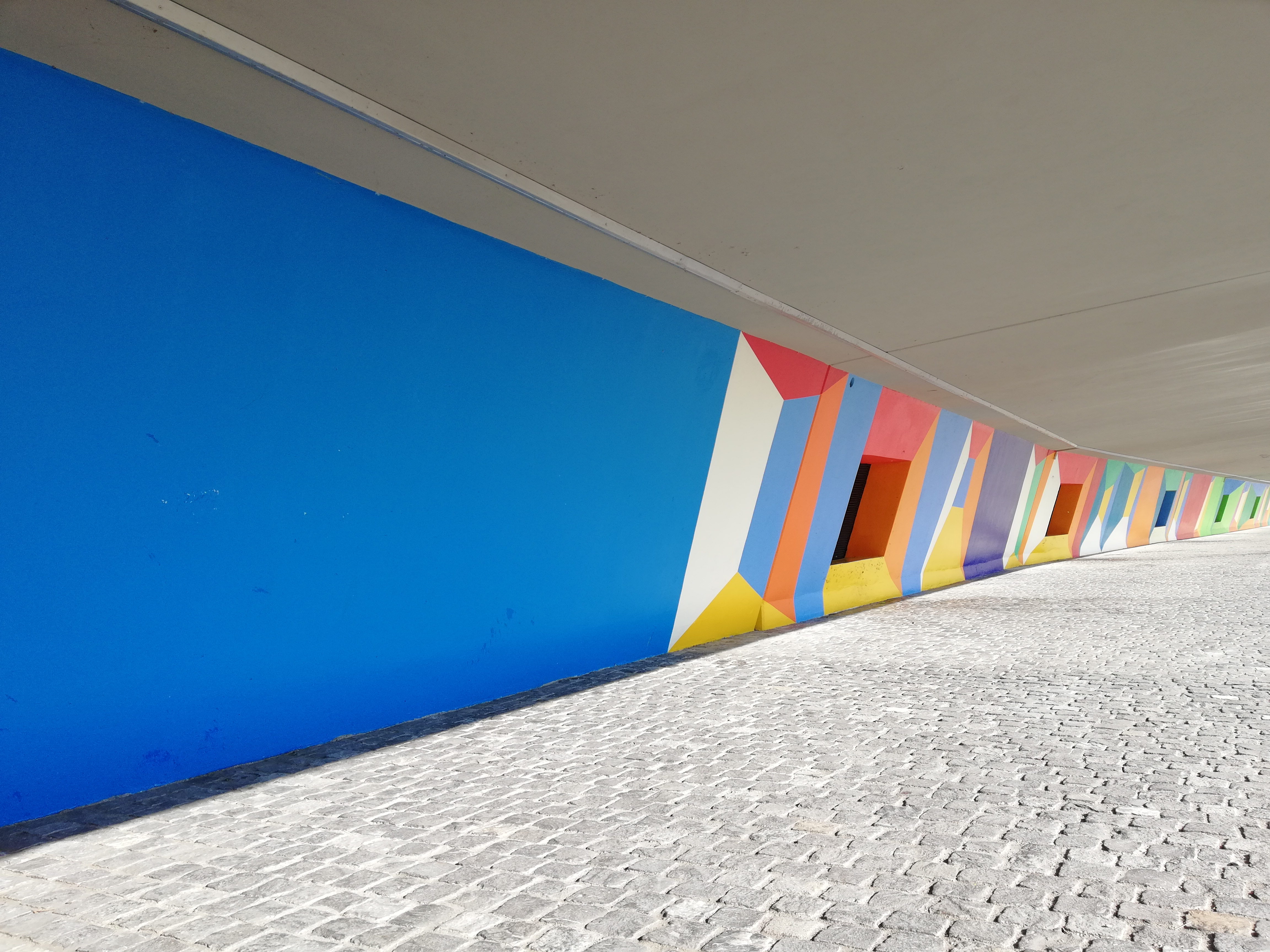
trompe-l’œil, 1998

Maria Bettina Cogliatti (nacida el 23 de octubre de 1957 en la Ciudad de México) es una escultora, pintora y terapeuta de arte suiza de origen vasca.

## Biografía
Cogliatti es una nieta de José Olivares Larrondo. Desde 1960 ella vive en Suiza. De 1978 a 1982, asistió a la Escuela Superior de Zúrich y la Escuela Superior de Diseño de Lucerna. De 1982 a 1986, estudió en la Academia de Bellas Artes de Düsseldorf donde fue estudiante maestra de Günther Uecker.
La artista es conocida por sus intervenciones escultóricas y por su juego con los colores. Desde la década de 1980, ha participado regularmente en exposiciones de arte. En 1986, recibió el Premio de Arte Suizo (y participó en exposiciones en la Orangerie de Cassel (Hesse) y en el Museo de Bellas Artes de Aargau). En 1987, cofundó el Forum Junge Kunst (“Foro de Arte Joven”) de Zug. En 1990 fue invitada por Bertrand Ney en Diekirch con su obra Convergence. En 1998, pintó un mural en la Katastrophenbucht en Zug, el trompe-l'oeil: un fresco mural integrado en el puente Vorstadt que alinea superficies contrastantes de colores fríos y cálidos para que ventanas, nichos y interrupciones aparecen en el muro de 112 metros de largo. En el año 2000, fundó su propia escuela de arte en Zug, la escuela bild end e. Trabaja también como terapeuta de arte.

## Exposiciones

### Exposiciones individuales
| Exposiciones individuales | Exposiciones individuales                 | Exposiciones individuales     |        |
| Año                       | Título de la exposición                   | Lugar                         | Ciudad |
| ------------------------- | ----------------------------------------- | ----------------------------- | ------ |
| 2004                      | le duel des persistances                  | Z-Galerie                     | Baar   |
| 2007                      | les cendres en fleur - die Asche in Blüte | Z-Galerie                     | Baar   |
| 2010                      | décision craquelée                        | Z-Galerie                     | Baar   |
| 2013                      | discernant - erfühlend                    | Z-Galerie                     | Baar   |
| 2017                      | germant - keimend                         | Z-Galerie                     | Baar   |
| 2017                      | «raumend»                                 | Kantonales Verwaltungszentrum | Zug    |

### Exposiciones colectivas
| Exposiciones colectivas | Exposiciones colectivas                   | Exposiciones colectivas                          | Exposiciones colectivas                |
| Año                     | Título de la exposición                   | Lugar                                            | Ciudad                                 |
| ----------------------- | ----------------------------------------- | ------------------------------------------------ | -------------------------------------- |
| 1982                    | Weihnachtsausstellung                     | Kunstmuseum Luzern                               | Lucerna                                |
| 1985                    | Natur                                     | Galerie Tschudi                                  | Glarus (Suiza), Bad Waldsee (Alemania) |
| 1986                    | Julius                                    | Galerie Löhrl                                    | Mönchengladbach                        |
| 1986                    | Junge Schweizer Künstler                  | Musée des Beaux-Arts d'Argovie, Orangerie Kassel | Aarau (Suiza), Kassel (Alemania)       |
| 1987                    | Auf dem Rücken des Tigers                 | Shedhalle Zúrich                                 | Zúrich                                 |
| 1987                    | Moment                                    | Forum Junge Kunst                                | Cham ZG                                |
| 1987                    | Einblick in die Junge Schweizer Kunst     | Kunsthaus Luzern, Allmendhalle Zug               | Lucerna, Zug                           |
| 1988                    | 137 Tage                                  | Forum Junge Kunst                                | Cham ZG                                |
| 1988                    | Plastik                                   | Villa Krämerstein                                | Horw LU                                |
| 1989                    | 3 Zuger Plastiker                         | Kornschütte                                      | Lucerna                                |
| 1989                    | Begegnung mit Zuger Künstlern             | Park Villette                                    | Cham ZG                                |
| 1990                    | 3 x 3 Zuger Kunst                         | Kunsthaus Zug                                    | Zug                                    |
| 1990                    | Begegnung mit Zuger Künstlern             |                                                  | Walchwil                               |
| 1990                    | Convergence                               |                                                  | Diekirch (Luxemburgo)                  |
| 1990                    | Neuchâtel Arts                            |                                                  | Neuchâtel                              |
| 1991                    | 700 Jahre Eidgenossenschaft               | Park Villette                                    | Cham ZG                                |
| 1991                    | - Konstruktion +                          | Altstadthalle                                    | Zug·                                   |
| 1992                    | Weg der Frau                              | Altstadthalle                                    | Zug                                    |
| 1993                    | räumlich - nähernd                        |                                                  | Zug                                    |
| 1993                    | Frau und Körper                           | Schloss Landenberg                               | Sarnen                                 |
| 1994                    | So leer sind die Räume nun wirklich nicht | Fabrik an der Lorze                              | Baar ZG                                |
| 1996                    | Chaotikum                                 | Altstadthalle                                    | Zug                                    |
| 1997                    | Lithographie                              | Kunstsalon Wolfensberger                         | Zúrich                                 |
| 1997                    | Zeichnungen                               | Kunstsalon Wolfensberger                         | Zúrich                                 |
| 1997                    | Auf dem 47. Breitengrad                   | Palais Besenval                                  | Zug / Soleura                          |
| 1997                    | le murmure du noy e au                    | Galerie Réveil                                   | Zug                                    |
| 1998                    | Laufend - Betrachten                      | Klinik St. Andreas / Kunstsalon Wolfensberger    | Cham ZG / Zúrich                       |
| 1998                    | Zug - Berlin - Zug                        |                                                  | Baar ZG / Berlín                       |
| 1998                    | trompe-l'œil                              | Altstadthalle                                    | Zug                                    |
| 1999                    | „mes noy e autés“ et mes „trompe - l’œil“ | Kunstsalon Wolfensberger                         | Zürich                                 |
| 2018                    | Frisch verpackt                           | Shedhalle                                        | Zug                                    |